# Head I
Head I est un tableau de Francis Bacon issu d'une série de six peintures de 1948. Legs de Richard S. Zeisler en 2007, il est conservé au Metropolitan Museum of Art, à New York.